# Trofej prvakinja 1987. (hokej na travi)
1. Trofej prvakinja se održao 1987. godine.

## Mjesto i vrijeme održavanja
Održao se od 21. do 28. lipnja 1987., usporedno s muškim natjecanjem, Prvačkim trofejem.
Utakmice su se igrale na stadionu Wagener u nizozemskom gradu Amstelveenu.

## Sudionice
Sudjelovale su djevojčadi: domaća Nizozemska, Australija, Kanada, Uj. Kraljevstvo, J. Koreja i Novi Zeland.

### Nizozemska
Trener: Gijs van Heumen

Menedžer: Cora de Wilde

Fizioterapeut: Henk-Willem van der Kamp

Liječnik: Bob Klicks
| 1. Det de Beus (vratarka) 2. Yvonne Buter (vratarka) 3. Terry Sibbing 4. Laurien Willemse 5. Marjolein Eijsvogel (kapetanica) 6. Lisanne Lejeune 7. Carina Benninga 8. Marjolein de Leeuw | 1. Maryse Abendanon 2. Marieke van Doorn 3. Sophie von Weiler 4. Aletta van Manen 5. Noor Holsboer 6. Helen van der Ben 7. Martine Ohr 8. Anneloes Nieuwenhuizen |

### Australija
Trener: Brian Glencross
| 1. Kathleen Partridge (vratarka) 2. Elsbeth Clement 3. Liane Tooth 4. Tracey Belbin 5. Kerrie Richards 6. Michelle Capes 7. Sandra Pisoni 8. Deborah Bowman (kapetanica) | 1. Lee Capes 2. Kim Small 3. Sharon Buchanan 4. Jackie Pereira 5. Loretta Dorman 6. Rechelle Hawkes 7. Fiona Simpson 8. Maree Fish (vratarka) |

### Kanada
Trener: Marina van der Merwe
| 1. Sharon Bayes (vratarka) 2. Wendy Baker (vratarka) 3. Deb Covey 4. Lisa Lyn 5. Laura Branchaud 6. Sandra Levy 7. Kathryn MacDougal 8. Sara Ballantyne | 1. Danielle Audet 2. Shona Schleppe 3. Michelle Conn 4. Liz Czenczek 5. Maria Cuncannon 6. Nancy Charlton (kapetanica) 7. Jody Blaxland 8. Sharon Creelman |

### Uj. Kraljevstvo
Trener: Dennis Hay
| 1. Jill Atkins 2. Wendy Banks (vratarka) 3. Gill Brown 4. Karen Brown 5. Mary Nevill 6. Julie Cook (vratarka) 7. Vickey Dixon 8. Wendy Fraser | 1. Barbara Hambly (kapetanica) 2. Caroline Jordan 3. Violet McBride 4. Moira McLeod 5. Caroline Rule 6. Gill Messenger 7. Kate Parker 8. Alison Ramsey |

### Novi Zeland
Trener: Pat Barwick
| 1. Leanne Rogers (vratarka) 2. Marie Corcoran (vratarka) 3. Mary Clinton (kapetanica) 4. Robyn McDonald 5. Helen Littleworth 6. Kathy Paterson 7. Trudy Kilkolly 8. Cindy Reriti | 1. Robyn Toomey 2. Christine Arthur 3. Anna Symes 4. Sue Furmage 5. Jane Martin 6. Maree Flannery 7. Judith Soper 8. Donna Flannery |

### J. Koreja
Trener: You Young-Chae
| 1. Kim Mi-Sun (vratarka) 2. Han Ok-Kyung 3. Kim Mi-Ja 4. Choi Young-Ja 5. Choi Choon-Ok 6. Kim Soon-Deok 7. Chung Sang-Hyun (kapetanica) 8. Jin Won-Sim | 1. Hwang Keum-Sook 2. Cho Ki-Hyang 3. Seo Kwang-Mi 4. Park Soon-Ja 5. Kim Young-Sook 6. Seo Hyo-Sun 7. Lim Kye-Sook 8. Chung Eun-Kyung (vratarka) |

## Natjecateljski sustav
Ovaj turnir se igralo po jednostrukom ligaškom sustavu. Za pobjedu se dobivalo 2 boda, za neriješeno 1 bod, a za poraz nijedan bod. 
Susrete se igralo na umjetnoj travi.

## Rezultati
| 21. lipnja 1987. 11:00 |       |                                                                                      |                                            |
| Novi Zeland            | 0 : 8 | Australija                                                                           | Suci: Yolande Mohlmann Christiane Asselman |
|                        |       | Pereira 5.', 33.', 60.' Small 28.', 46.', 69.' (k.u.) Bowman 55.' (k.u/k) Capes 64.' | Suci: Yolande Mohlmann Christiane Asselman |

| 21. lipnja 1987. 13:00                                                  |       |        |                                     |
| J. Koreja                                                               | 4 : 0 | Kanada | Suci: Brigit de Vries Jane Hadfield |
| Chung Sang-Hyun 12.' (k.u/k) Lim Kye-Sook 43.', 55.' Choi Choon-Ok 63.' |       |        | Suci: Brigit de Vries Jane Hadfield |

| 21. lipnja 1987. 15:00                                 |       |                 |                                          |
| Nizozemska                                             | 4 : 0 | Uj. Kraljevstvo | Suci: Margaret Lanning Corinne Pritchard |
| Lejeune 23.', 55.' (k.u/k) Eijsvogel 32.' Sibbing 70.' |       |                 | Suci: Margaret Lanning Corinne Pritchard |

| 22. lipnja 1987. 13:00 |       |                                                                           |                                        |
| Novi Zeland            | 0 : 5 | Uj. Kraljevstvo                                                           | Suci: Brigit de Vries Margaret Lanning |
|                        |       | Brown 6.' McLeod 24.' (k.u/k), 45.' (k.u/k) Dixon 26.' (k.u.) Jordan 56.' | Suci: Brigit de Vries Margaret Lanning |

| 22. lipnja 1987. 15:00                                                     |       |                 |                                        |
| Nizozemska                                                                 | 4 : 1 | Kanada          | Suci: Corinne Pritchard Jane Robertson |
| Eijsvogel 11.' (k.u/k), 70.' (k.u/k) Benninga 12.' Von Weiler 58.' (k.u/k) |       | Ballantyne 40.' | Suci: Corinne Pritchard Jane Robertson |

| 23. lipnja 1987. 15:00    |       |                               |                                         |
| J. Koreja                 | 1 : 3 | Australija                    | Suci: Yolande Mohlmann Margaret Lanning |
| Lim Kye-Sook 56.' (k.u/k) |       | Pereira 35.', 50.' Small 53.' | Suci: Yolande Mohlmann Margaret Lanning |

| 24. lipnja 1987. 15:00 |       |                                                             |                                  |
| Novi Zeland            | 0 : 5 | Kanada                                                      | Suci: Jane Hadfield Laure Lawton |
|                        |       | Levy 11.' (k.u/k) Lyn 28.' (k.u.), 44.', 56.' Charlton 70.' | Suci: Jane Hadfield Laure Lawton |

| 24. lipnja 1987. 17:00 |       |              |                                             |
| Uj. Kraljevstvo        | 0 : 1 | Australija   | Suci: Corinne Pritchard Christiane Asselman |
|                        |       | Pereira 21.' | Suci: Corinne Pritchard Christiane Asselman |

| 24. lipnja 1987. 19:00                                                 |       |           |                                         |
| Nizozemska                                                             | 5 : 0 | J. Koreja | Suci: Solobrar Hernandez Jane Robertson |
| Van Doorn 6.' (k.u.) Lejeune 48.' Von Weiler 49.' Eijsvogel 51.', 68.' |       |           | Suci: Solobrar Hernandez Jane Robertson |

| 25. lipnja 1987. 17:00                                               |       |             |                                         |
| Nizozemska                                                           | 4 : 0 | Novi Zeland | Suci: Jane Hadfield Christiane Asselman |
| Van Doorn 33.' (k.u.), 55.' (k.u.) Ohr 41.' Van der Ben 65.' (k.u/k) |       |             | Suci: Jane Hadfield Christiane Asselman |

| 26. lipnja 1987. 09:00    |       |                 |                                          |
| J. Koreja                 | 1 : 1 | Uj. Kraljevstvo | Suci: Margaret Lanning Corinne Pritchard |
| Lim Kye-Sook 61.' (k.u/k) |       | Brown 65.'      | Suci: Margaret Lanning Corinne Pritchard |

| 26. lipnja 1987. 11:00 |       |               |                                          |
| Kanada                 | 1 : 1 | Australija    | Suci: Brigit de Vries Solobrar Hernandez |
| Levy 58.' (k.u/k)      |       | Richards 37.' | Suci: Brigit de Vries Solobrar Hernandez |

| 27. lipnja 1987. 11:00 |       | |                                     |
| Novi Zeland            | 1 : 8 | J. Koreja                                                                                                   | Suci: Yolande Mohlmann Laure Lawton |
| Arthur 19.'            |       | Jin Won-Sim 6.', 16.' Hwang Keum-Sook 22.' (k.u/k), 32.' (k.u/k) Lim Kye-Sook 30.', 46.' (k.u.), 47.', 60.' | Suci: Yolande Mohlmann Laure Lawton |

| 27. lipnja 1987. 13:00 |       |           |                                     |
| Uj. Kraljevstvo        | 0 : 1 | Kanada    | Suci: Brigit de Vries Jane Hadfield |
|                        |       | Conn 68.' | Suci: Brigit de Vries Jane Hadfield |

| 27. lipnja 1987. 15:00                                             |       |                                   |                                         |
| Nizozemska                                                         | 4 : 2 | Australija                        | Suci: Solobrar Hernandez Jane Robertson |
| Von Weller 23.' Lejeune 29.' (k.u.), 50.' Van der Ben 59.' (k.u/k) |       | Clement 46.' (k.u/k) Pereira 47.' | Suci: Solobrar Hernandez Jane Robertson |

```
Završni poredak:

 1. 
 Nizozemska           5    5    0    0     (21: 3)      
10
 
 2. 
 Australija           5    3    1    1     (15: 6)       
7

 3. 
 J. Koreja            5    2    1    2     (14:10)       
5

 4. 
 Kanada               5    2    1    2     ( 8: 9)       
5
 
 5. 
 Uj. Kraljevstvo      5    1    1    3     ( 6: 7)       
3
 
 6. 
 Novi Zeland          5    0    0    5     ( 1:30)       
0
```

| Pobjednice             |
| ---------------------- |
| Nizozemska Prvi naslov |

## Najbolje sudionice
| Hokejašica          | Pogodaka   |
| ------------------- | ---------- |
| Lim Kye-Sook        | 8 pogodaka |
| Jackie Pereira      | 7 pogodaka |
| Marjolein Eijsvogel | 5 pogodaka |
| Lisanne Lejeune     | 5 pogodaka |